# ماسایوشی هیرانو
ماسایوشی هیرانو (ژاپنی: 平野 雅義؛ زادهٔ ۲ اوت ۱۹۶۸) یک بازیکن فوتبال اهل ژاپن است.
از باشگاه‌هایی که در آن بازی کرده‌است می‌توان به باشگاه فوتبال کاشیما آنتلرز اشاره کرد.